# Exetastes suaveolens
Exetastes suaveolens là một loài tò vò trong họ Ichneumonidae.